# Prezydent miasta

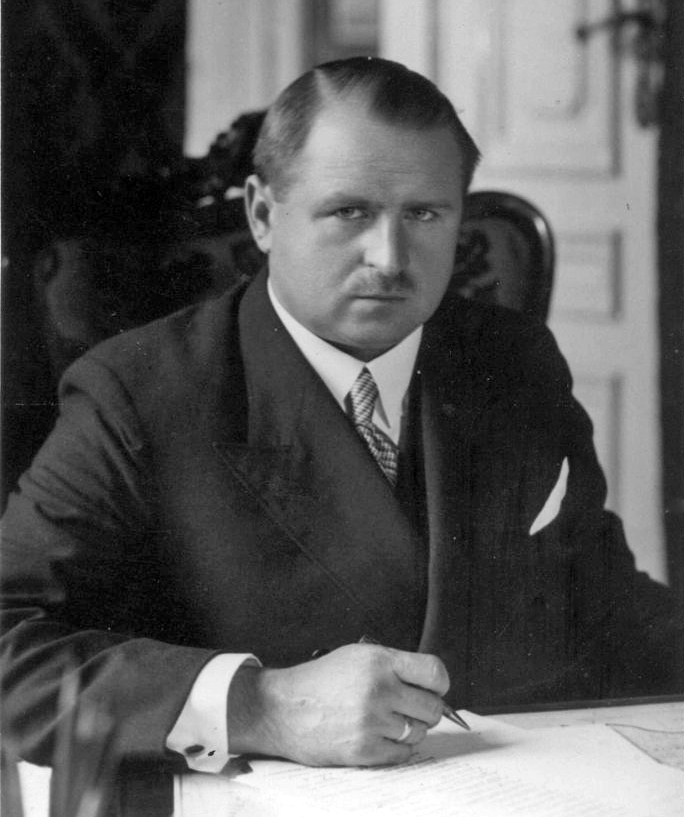
Kawaler Orderu Orła Białego i innych Stefan Starzyński, Prezydent Miasta Stołecznego Warszawa w okresie 1934–1939

Prezydent miasta – w Rzeczypospolitej Polskiej organ wykonawczy samorządu terytorialnego wybierany w wyborach bezpośrednich w gminach miejskich o liczebności powyżej 100 tys. mieszkańców lub o statusie miasta na prawach powiatu, a także w tych spośród pozostałych gmin miejskich, w których organ ten utworzony został przed 1990 r., do których należą wszystkie stolice ówczesnych województw oraz wszystkie gminy miejskie o liczebności w 1990 r. równej lub przekraczającej 50000, w tym wszystkie spełniające ten warunek również obecnie, z wyjątkiem Tarnowskich Gór, Piaseczna i Rumi.
Od 2002 r. prezydenta miasta wybiera się w 107 polskich miastach (tzw. miastach prezydenckich).

## Opis funkcji

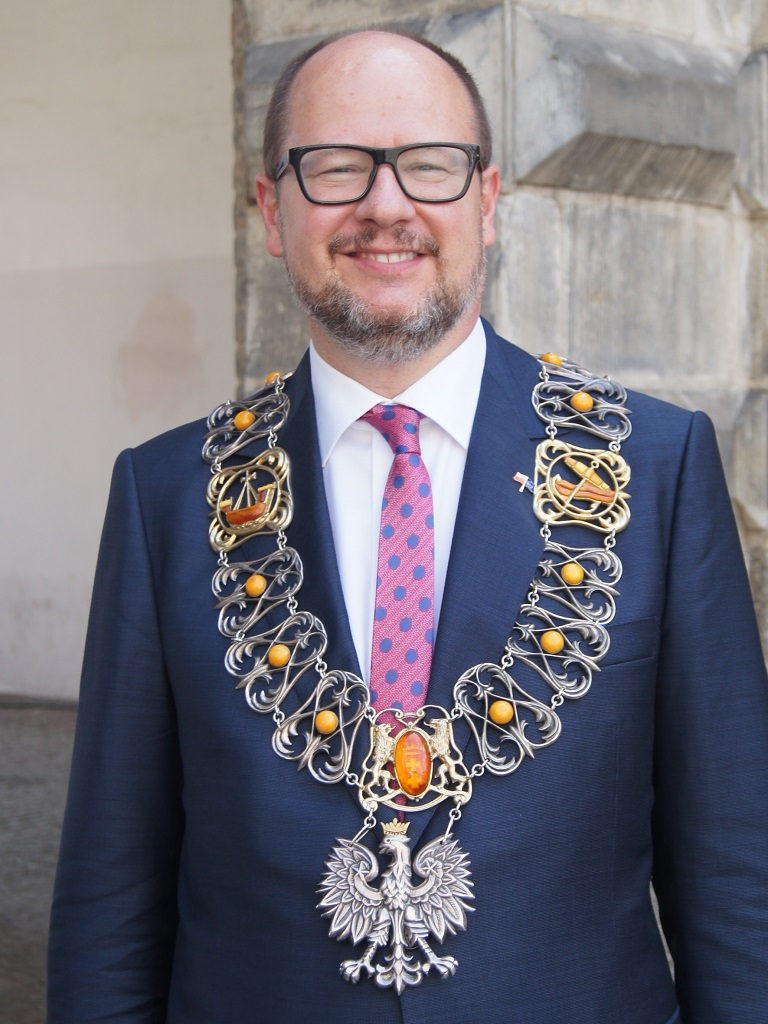
Paweł Adamowicz prezydent Gdańska w okresie 1998–2019 z założonym Łańcuchem Prezydenta Miasta Gdańska, ozdobą ceremonialną prezydenta miasta

### Prezydent miasta
Według obecnego stanu prawnego, prezydent miasta to organ wykonawczy gminy i zarazem organ administracji publicznej wyposażony we władztwo administracyjne oraz posiadający własne, wyróżniające go kompetencje administracyjne. W pozostałych gminach miejskich i we wszystkich gminach miejsko-wiejskich odpowiednikiem prezydenta miasta jest burmistrz, a w gminach wiejskich – wójt.
Do wszystkich prezydentów miasta stosuje się przepisy o wójcie i jego wyborze, a do niektórych spośród nich – także przepisy o staroście i o zarządzie powiatu, z wyłączeniem przepisów o wyborze tych organów (patrz niżej). Podobnie jak w przypadku wójta lub burmistrza, istnieje możliwość odwołania prezydenta miasta przez wyborców w referendum lokalnym zorganizowanym na wniosek 1/10 uprawnionych wyborców, przy czym dla jego ważności bezwzględna frekwencja musi wynosić co najmniej 3/5 frekwencji w pierwotnych wyborach.

### Prezydent miasta na prawach powiatu
W miastach na prawach powiatu prezydent pełni ponadto funkcje zarządu powiatu i wykonuje zadania starosty (ale nie podlega przepisom o wyborze tych organów), m.in. przewodniczy komisji bezpieczeństwa i porządku. Podlega mu administracja zespolona w mieście na prawach powiatu, którą stanowi urząd miasta, a także:
- powiatowy urząd pracy, będący jednostką organizacyjną miasta,
- jednostki organizacyjne stanowiące aparat pomocniczy kierowników miejskich służb, inspekcji i straży.

Z wyjątkiem urzędu miasta, ww. jednostki mogą być prowadzone na podstawie odpowiedniego porozumienia również wspólnie z powiatem sąsiednim.
Prezydent miasta na prawach powiatu jest również z mocy prawa zarządcą wszystkich dróg publicznych w granicach miasta, z wyjątkiem autostrad i dróg ekspresowych, a także z wyjątkiem dróg krajowych zapewniających dostęp drogowy w standardzie wymaganym dla transeuropejskiej sieci transportowej (TEN-T) do polskich portów wymienionych w załączniku II do rozporządzenia Parlamentu Europejskiego i Rady (UE) nr 1315/2013.

## Przepisy prawa

### Stan prawny obowiązujący współcześnie

#### Ustawa o samorządzie gminnym
Ustawa z dnia 8 marca 1990 r. o samorządzie gminnym (Dz.U. z 2023 r. poz. 40) stanowi, iż:
Art. 26.
1. Organem wykonawczym gminy jest wójt.
2. Kadencja wójta rozpoczyna się w dniu rozpoczęcia kadencji rady gminy lub wyboru go przez radę gminy i upływa z dniem upływu kadencji rady gminy.
2a. Wójtem (burmistrzem, prezydentem miasta) nie może być osoba, która nie jest obywatelem polskim.
3. Burmistrz jest organem wykonawczym w gminie, w której siedziba władz znajduje się w mieście położonym na terytorium tej gminy.
4. W miastach powyżej 100 000 mieszkańców organem wykonawczym jest prezydent miasta. Dotyczy to również miast, w których do dnia wejścia w życie niniejszej ustawy prezydent miasta był organem wykonawczo-zarządzającym.

#### Ustawa o samorządzie powiatowym
Ustawa z dnia 5 czerwca 1998 r. o samorządzie powiatowym (Dz.U. z 2022 r. poz. 528 wraz z późn. zm.) stanowi, iż:
Art.92.
1. Funkcje organów powiatu w miastach na prawach powiatu sprawuje:
1) rada miasta;
2) prezydent miasta.
2. Miasto na prawach powiatu jest gminą wykonującą zadania powiatu na zasadach określonych w tej ustawie.
3. Ustrój i działanie organów miasta na prawach powiatu, w tym nazwę, skład, liczebność oraz ich powoływanie i odwoływanie, a także zasady sprawowania nadzoru określa ustawa o samorządzie gminnym.

#### Ustawa o ustroju miasta stołecznego Warszawy
Ustawa z dnia 15 marca 2002 r. o ustroju miasta stołecznego Warszawy (Dz.U. z 2018 r. poz. 1817 wraz z późn. zm.) stanowi, iż:
Art. 22.
(…)
2. Prezydent m.st. Warszawy jest zwierzchnikiem służbowym pracowników jednostek organizacyjnych oraz zwierzchnikiem służb, inspekcji i straży m.st. Warszawy.
(…)

#### Ustawa o drogach publicznych
Ustawa z dnia 21 marca 1985 r. o drogach publicznych (Dz.U. z 2022 r. poz. 1693 wraz z późn. zm.) stanowi, iż:
Art.5.
(….)
2a. W przypadku konieczności zapewnienia dostępu drogowego w standardzie wymaganym dla transeuropejskiej sieci transportowej (TEN-T) do polskich portów wymienionych w załączniku II do rozporządzenia Parlamentu Europejskiego i Rady (UE) nr 1315/2013 z dnia 11 grudnia 2013 r. w sprawie unijnych wytycznych dotyczących rozwoju transeuropejskiej sieci transportowej i uchylającego decyzję nr 661/2010/UE (Dz. Urz. UE L 348 z 20.12.2013, s. 1, z późn. zm. 5) minister właściwy do spraw transportu, w porozumieniu z ministrem właściwym do spraw gospodarki morskiej, po zasięgnięciu opinii właściwych sejmików województw, a w miastach na prawach powiatu – opinii rad miast, w drodze rozporządzenia, zalicza drogi do kategorii dróg krajowych, mając na uwadze kryteria zaliczenia określone w ust. 1.
3. Minister właściwy do spraw transportu po zasięgnięciu opinii właściwych zarządów województw, w miastach na prawach powiatu – właściwych prezydentów miast, a w związkach metropolitalnych – właściwych zarządów tych związków, w drodze rozporządzenia, ustala przebieg istniejących dróg krajowych w celu zapewnienia ciągłości dróg krajowych.
Art.6.
(…)
3.Ustalenie przebiegu istniejących dróg wojewódzkich następuje w drodze uchwały sejmiku województwa, po zasięgnięciu opinii zarządów powiatów i zarządów związków metropolitalnych, na obszarze których przebiega droga, a w miastach na prawach powiatu – opinii prezydentów miast.
Art.6a.
(…)
2. Zaliczenie drogi do kategorii dróg powiatowych następuje w drodze uchwały rady powiatu w porozumieniu z zarządem województwa, po zasięgnięciu opinii wójtów (burmistrzów, prezydentów miast) gmin, na obszarze których przebiega droga, oraz zarządów sąsiednich powiatów, a w miastach na prawach powiatu – opinii prezydentów miast.
3.Ustalenie przebiegu istniejących dróg powiatowych następuje w drodze uchwały rady powiatu, po zasięgnięciu opinii wójtów (burmistrzów, prezydentów miast) gmin, na obszarze których przebiega droga.
Art.19.
(….)
5. W granicach miast na prawach powiatu zarządcą wszystkich dróg publicznych, z wyjątkiem autostrad i dróg ekspresowych oraz dróg, o których mowa w przepisach wydanych na podstawie art. 5 ust. 2a, jest prezydent miasta.
5a. Funkcje zarządcy dróg krajowych, z wyjątkiem autostrad i dróg ekspresowych, oraz dróg wojewódzkich, może pełnić zarząd związku metropolitalnego.
5b. Powierzenie zarządowi związku metropolitalnego funkcji zarządcy drogi następuje w trybie porozumienia odpowiednio z zarządem województwa albo prezydentem miasta, regulującego w szczególności wzajemne rozliczenia finansowe.
6. (uchylony)
7. W przypadku zawarcia umowy o partnerstwie publiczno-prywatnym zadania zarządcy, o których mowa w art. 20 pkt 3–5, 7, 11–13 oraz 15 i 16, może wykonywać partner prywatny.
8. Drogowa spółka specjalnego przeznaczenia pełni funkcję zarządcy drogi krajowej na zasadach określonych w ustawie z dnia 12 stycznia 2007 r. o drogowych spółkach specjalnego przeznaczenia oraz umowie, o której mowa w art. 6 ust. 1 tej ustawy.
(…)

### Przepisy historyczne

#### 1975
Ustawa z dnia 28 maja 1975 r. o dwustopniowym podziale administracyjnym Państwa oraz o zmianie ustawy o radach narodowych (Dz.U. z 1975 r. nr 16, poz. 91) weszła w życie w dniu 1 czerwca 1975 r. (z wyjątkiem kilku przepisów przejściowych, które weszły w życie z dniem ogłoszenia). Poza zniesieniem powiatów, utworzeniem 49 województw (w tym województwa stołecznego warszawskiego, województwa miejskiego krakowskiego i województwa miejskiego łódzkiego), umocowaniem rad narodowych jako terenowych organów władzy państwowej postanowiono, iż:
1. Terenowymi organami administracji państwowej są:
  1. w województwie – wojewoda,
  2. w województwie stołecznym i miejskim – prezydent miasta,
  3. w województwie wrocławskim i mieście Wrocławiu – wojewoda,
  4. w mieście liczącym powyżej 50 tys. mieszkańców oraz w mieście będącym siedzibą wojewódzkiej rady narodowej – prezydent miasta, a w mieście do 50 tys. mieszkańców – naczelnik miasta,
  5. w dzielnicy miasta – naczelnik dzielnicy,
  6. w gminie – naczelnik gminy,
  7. w mieście i gminie, w których działa wspólna rada narodowa – naczelnik miasta i gminy

przy czym:
  1. Wojewodę i prezydenta miasta powołuje Prezes Rady Ministrów po zaopiniowaniu kandydata przez właściwą radę narodową.
  2. Naczelnika miasta, gminy, miasta i gminy oraz dzielnicy powołuje terenowy organ administracji państwowej stopnia wojewódzkiego, po zaopiniowaniu kandydata przez właściwą radę narodową

#### 1983
Ustawa z dnia 20 lipca 1983 r. o systemie rad narodowych i samorządu terytorialnego (Dz.U. z 1983 r. nr 41, poz. 185) nadała radom narodowym (fasadową) rangę przedstawicielskich organów władzy państwowej, organów samorządu społecznego oraz organów samorządu terytorialnego.
Realną władzę sprawować miały „terenowe organy administracji państwowej”, które były „organami wykonawczymi i zarządzającymi rad narodowych”, działającymi „w ramach ich właściwości terytorialnej”.
Art. 125 ustawy stanowił, że:
1. Terenowymi organami administracji państwowej o właściwości ogólnej są:
  1. w województwach, z wyjątkiem wymienionych w pkt 2 – wojewodowie,
  2. w województwach: stołecznym warszawskim, krakowskim i łódzkim – prezydenci miast: stołecznego Warszawy, Krakowa i Łodzi,
  3. w jednostkach terytorialnych stopnia podstawowego, z wyjątkiem miast liczących powyżej 50000 mieszkańców oraz będących siedzibą wojewódzkiej rady narodowej – naczelnicy miast lub gmin,
  4. w miastach określonych w pkt 3 – prezydenci miast.
2. Organy wymienione w ust. 1 pkt 1 i 2 są terenowymi organami administracji państwowej o właściwości ogólnej stopnia wojewódzkiego, a organy wymienione w ust. 1 pkt 3 i 4 – terenowymi organami administracji państwowej o właściwości ogólnej stopnia podstawowego.
3. Minister właściwy do spraw administracji i gospodarki terenowej może ustalić inne miasta niż określone w ust. 1 pkt 4, w których terenowym organem administracji państwowej o właściwości ogólnej będzie prezydent miasta.

## Inne kraje
Urząd prezydenta miasta występuje również w Niemczech i w Szwajcarii, przy czym w Niemczech funkcji tej odpowiada:
- w Berlinie funkcja burmistrza rządzącego Berlina (Regierender Bürgermeister von Berlin),
- w Hamburgu funkcja pierwszego burmistrza (Erster Bürgermeister),
- w Bremie funkcja burmistrza bremskiego (Bremer Bürgermeister),
- a w pozostałych miastach funkcja nadburmistrza (Oberbürgermeister),

natomiast nazwą prezydenta miasta (Stadtpräsident) określa się niekiedy przewodniczącego rady miasta.
W krajach anglojęzycznych odpowiednikiem funkcji jest city mayor, podczas gdy burmistrza – town mayor.